# Lý Chuẩn
Lý Chuẩn (giản thể: 李准; phồn thể: 李準; bính âm: Lǐ Zhǔn; 26 tháng 3 năm 1871 - 22 tháng 12 năm 1936) là một đô đốc hải quân của Nhà Thanh dưới quyền của Tổng đốc Lưỡng Quảng Trương Nhân Tuấn, là người đã thực hiện chuyến đổ bộ ngắn ngủi lên quần đảo Hoàng Sa vào năm 1909.
Tháng 6 năm 1909, tỉnh Quảng Đông cử một đội khảo sát tới Hoàng Sa do Lý Chuẩn làm trưởng đoàn. Theo lệnh của Tổng đốc Lưỡng Quảng Trương Nhân Tuấn, Đô đốc Lý Chuẩn dẫn các chiếc pháo thuyền Phục Ba, Sâm Hàng đi "thị sát" vùng biển quần đảo Tây Sa (Hoàng Sa), ngày 6 tháng 6 thì đổ bộ lên đảo Phú Lâm, treo cờ, bắn súng, thăm một vài đảo khác rồi về thẳng Quảng Châu.
Các tài liệu, phương tiện Trung Quốc gọi chuyến đi này là chuyến "thị sát Tây Sa" và đến năm 1932, Trung Hoa Dân Quốc coi cuộc đổ bộ của Đô đốc Lý Chuẩn lên một số đảo ở quần đảo Hoàng Sa như là một mốc thời gian để xác lập chủ quyền của Trung Quốc đối với quần đảo Hoàng Sa ().
Chuyến đi của Lý Chuẩn được các phương tiện, sách vở Trung Quốc gọi là "thị sát Tây Sa" và dùng làm một trong những căn cứ lịch sử để khẳng định chủ quyền của Quần đảo Hoàng Sa cũng như trong tranh chấp về Biển Đông.